# Cratere Vik
Vik  è un cratere sulla superficie di Marte.